# Middelfart Provsti
Middelfart Provsti er et provsti i Fyens Stift. Provstiet ligger i de tidligere Ejby, Middelfart og Nørre Aaby Kommuner, der nu er samlet i Middelfart Kommune.
Middelfart Provsti består af 21 sogne med 21 kirker, fordelt på 10 pastorater.

## Pastorater
| Pastorater i Middelfart Provsti | Pastorater i Middelfart Provsti | Pastorater i Middelfart Provsti |
| ------------------------------- | ------------------------------- | ------------------------------- |
| Asperup-Roerslev Pastorat       | Balslev-Ejby Pastorat           | Brenderup-Indslev Pastorat      |
| Fjelsted-Harndrup Pastorat      | Føns-Ørslev-Udby-Husby Pastorat | Gelsted-Tanderup Pastorat       |
| Kauslunde-Gamborg Pastorat      | Middelfart Pastorat             | Nørre Aaby Pastorat             |
| Vejlby-Strib-Røjleskov Pastorat |                                 |                                 |

## Sogne
| Sogne i Middelfart Provsti | Sogne i Middelfart Provsti | Sogne i Middelfart Provsti |
| -------------------------- | -------------------------- | -------------------------- |
| Asperup Sogn               | Balslev Sogn               | Brenderup Sogn             |
| Ejby Sogn                  | Fjelsted Sogn              | Føns Sogn                  |
| Gamborg Sogn               | Gelsted Sogn               | Harndrup Sogn              |
| Husby Sogn                 | Indslev Sogn               | Kauslunde Sogn             |
| Middelfart Sogn            | Nørre Aaby Sogn            | Roerslev Sogn              |
| Røjleskov Sogn             | Strib Sogn                 | Tanderup Sogn              |
| Udby Sogn                  | Vejlby Sogn                | Ørslev Sogn                |